# Констанций Дука
Констанций Дука (не позднее 23 ноября 1060, Константинополь, Византия — 18 октября 1081, Дуррес, Византия) — сын и соправитель византийского императора Константина X Дуки от Евдокии Макремволитиссы. Младший брат императора Михаила VII Дуки. Когда Михаил в 1078 году отрёкся от престола, Констанций не смог противостоять Никифору III Вотаниату и стать императором.

## Биография
После его рождения он был коронован соимператором вместе со своим братом Михаилом VII Дукой. Его другой брат Андроник Дука также стал соимператором восемь лет спустя. Он сохранял титул императора во время правления Романа IV Диогена и его старшего брата Михаила VII как старших императоров. В 1078 году, когда правление Михаила закончилось восстанием в Константинополе, он отрёкся от престола в пользу Констанция, поскольку Андроник умер за год или два до этого. Его единственным конкурентом был Никифор III, который направлялся в Константинополь, когда пришло известие о свержении Михаила.
Вскоре стало очевидно, что Констанций совершенно неспособен возглавить империю. Хотя войска в Малой Азии провозгласили его императором, его неспособность править вскоре стала настолько очевидной, что его собственные сторонники доставили его к Никифору III, который вынудил его стать монахом и поселился на одном из Принцевых островов в Пропонтиде.
К 1081 году император Алексей I Комнин вновь призвал его на службу в Константинополь, поскольку женился на представительнице семьи Дук. Его послали воевать с норманнами, где он и погиб, сражаясь с ними в Дурресе в 1082 году.